# Marc Ziegler
Pour les articles homonymes, voir Ziegler.
Marc Ziegler est un footballeur allemand né le 13 juin 1976 à Blieskastel.
Il est passé par les clubs suivants: Austria Vienne, FC Tirol Innsbruck, Bursaspor, Arminia Bielefeld, VfB Stuttgart, Borussia Dortmund.

## Biographie
Son premier match en Bundesliga a lieu le 11 août 1995.
Il reste dans son club formateur, le VfB Stuttgart, jusqu'en 1999.
Il rejoint Hannover 96 en juin 2003 pour repartir en fin de saison vers l'Austria Vienne.  
À 27 ans, Marc Ziegler ne peut rivaliser avec le gardien de but de l'équipe autrichienne nationale à l'Austria Vienne. Il avait auparavant établit un record national en Autriche chez le FC Tirol Innsbruck où il avait gagné 2 championnats et était resté 1064 minutes de suite sans encaisser de but (soit 12 matchs). Il avait déjà été un solide remplaçant du Vfb Stuttgart et de l'Arminia Bielefeld.
Son contrat avec les rouges lui permet un retour au football allemand. Ici, il porte à nouveau son numéro favori, le 25. Le fait qu'il y ait 3 gardiens de but à Hanovre crée une stimulation forte et Marc Ziegler redevient le gardien titulaire incontestable. Mais des divergences avec l'équipe dirigeante le poussent vers la sortie du club en juillet 2004.
Pour la saison 2005-2006 le FC Sarrebruck l'achète à l'Austria Vienne. Mais la plupart du temps il reste remplaçant  derrière Petr Eich.
Pour la saison 2006-2007 il est prêté à l'Arminia Bielefeld.

## Palmarès
- VfB Stuttgart
  - Vainqueur de la Coupe d'Allemagne : 1997
  - Finaliste de la Coupe de la Ligue d'Allemagne : 1997, 1998
  - Finaliste de la Coupe des coupes : 1998
- Tirol Innsbruck
  - Vainqueur du Championnat d'Autriche (2) : 2001 et 2002
- Borussia Dortmund
  - Finaliste de la Coupe d'Allemagne : 2008